# バンス・ロー
バンス・アーロン・ロー（Vance Aaron Law、1956年10月1日 - ）は、アメリカ合衆国アイダホ州ボイシ出身の元プロ野球選手（内野手、右投右打）、野球指導者。
1990年にNPB（セントラル・リーグ）の中日ドラゴンズに在籍した。中日時代の登録名は「バンスロー」。
父のバーノン・ローも元メジャーリーガーで、NPB（パシフィック・リーグ）の西武ライオンズでコーチ経験がある。サイ・ヤング賞受賞者の息子がメジャーリーグでプレーしたのはバンス・ローが史上初である。

## 経歴

### 来日前
1978年のMLBドラフト39巡目でピッツバーグ・パイレーツから指名され、契約。
1980年にパイレーツ傘下のマイナーリーグ・AAA級ポートランド・ビーバーズからメジャー初昇格。パイレーツでは目立った成績を残せなかったが、1982年にシカゴ・ホワイトソックス（1982年 - 1984年）に移籍してからは主力選手として活躍。以後はモントリオール・エクスポズ（1985年 - 1987年）、シカゴ・カブス（1988年 - 1989年）と渡り歩く。1989年まではカブスで三塁手のレギュラーに定着し、ナショナル・リーグの選手会長も務めており、同年までのMLB通算成績は打率.257・71本塁打。

### 中日時代
しかし1989年オフ、若返りを図るカブスのチーム事情から放出が決まり、その情報を球団OBのケン・モッカから知らされた中日ドラゴンズがローに接触。1990年1月に中日と2年契約（年俸＋契約金の推定額：1億5,000万円）を交わし、ベニー・ディステファーノとともに新外国人として入団。背番号は2で、当時の中日監督・星野仙一は「シュアな打撃の持ち主だが、日本なら本塁打も狙える。ロー、落合博満、ディステファーノのクリーンアップはどこにも負けない」と、ともにクリーンアップを組むことになった落合も「（打率）3割・25本塁打は行ける」と、それぞれ彼を高く評価していた。ヒッティングマーチ（応援歌）は当時発売されていたダイハツ工業の軽自動車「ミラ・パルコ」のCMソングの替え歌だった。
同シーズンは122試合に出場して1年目にして打率.313・29本塁打・78打点の成績を残し、三塁手としてセ・リーグのベストナインに選出された。打率は首位打者のジム・パチョレック（横浜大洋ホエールズ、.326）、2位の高木豊（大洋、.323）、3位の広沢克己（ヤクルトスワローズ、.317）に次ぐリーグ4位（チーム最高）で、本塁打はチームメイトの落合（34本で本塁打王を獲得）や、ヤクルトの池山隆寛（31本）に次ぐリーグ3位（チームでは落合に次ぐ2位）だった。また、長打率は.560（セ・リーグ1位）で、シーズンオフには同じくパ・リーグの最高長打率（.615）を記録した清原和博（西武）とともに「スーパースラッガー賞」を授与された。
当初は翌1991年シーズンもプレーする予定で、引き続き主力打者として期待されていたが、当時は8歳の長女が脳腫瘍で闘病中だったため、同年11月19日には「家族との時間を優先させる」という理由から退団を申し入れ、同年限りで帰国した。なお、入団時に2年契約を締結していたため、退団時には球団がバンスローに対し、契約不履行の違約金を要求した。

### 中日退団後
中日退団後の1991年1月7日、オークランド・アスレチックスと年俸50万ドル（当時のレートで約6,800万円）で1年契約を締結。アスレチックスは当時、正三塁手カーネイ・ランスフォードが前年末にスノーモービルの事故で左膝を故障し、回復に時間がかかることが見込まれていたため、その代役を探していた。アスレチックスで1年プレーしたが、134打数28安打、打率.209、9打点の成績に終わり、同年10月18日にアスレチックスを解雇されたことが発表された。同年限りで現役を引退。なお、メジャーでは通算7試合に敗戦処理として登板している。引退後、2009年時点では母校のブリガムヤング大学の野球部監督を務めている。

## 人物
フルネームをそのまま登録名にした外国人選手は、バンスロー、タイゲイニー、テリーリー、マットホワイト、サイスニードの5人。
家族思いかつ、真面目な性格だったが、中日時代の1990年5月24日にナゴヤ球場で開催された対読売ジャイアンツ（巨人）戦で、相手投手の槙原寛己が投げた顔面付近への投球に激昂し、捕手の村田真一に詰め寄る一幕があった。結局、バンスロー自身は暴力行為にはおよばなかったが、槙原の投球を危険球とみなした星野監督が審判に抗議していたところ、巨人の松原誠コーチによる野次が引き金となり、両軍による乱闘騒ぎに発展、暴力行為におよんだディステファーノが退場処分を受けた。
長年にわたり中日球団職員を務めていた足木敏郎は、自著 (2009) で「バンスローは敬虔なモルモン教徒だったが、日本の生活・野球に嫌気が差していたことが退団の引き金になった」と述べている。実際、バンスローは退団後の1991年3月（アスレチックス入団後）、AP通信の取材に対し「日本では大きな収入を得たよ。だけど、野球そのものの面白さがなく、金のためだけにプレーしたという感覚は、自分の球歴で初めてだった」「自分は本当に孤独だったし、日本の野球には閉口した。（日本で）楽しかった思い出は成績だけである」と述懐している。バンスローの想定外の退団を受け、中日は彼に代わる新外国人の補強が必要となり、クリーンアップを打てる外国人選手としてマーク・ライアル（パイレーツ）を獲得することとなった。

## 詳細情報

### 年度別打撃成績
| 年 度     | 球 団     | 試 合 | 打 席 | 打 数 | 得 点 | 安 打 | 二 塁 打 | 三 塁 打 | 本 塁 打 | 塁 打 | 打 点 | 盗 塁 | 盗 塁 死 | 犠 打 | 犠 飛 | 四 球 | 敬 遠 | 死 球 | 三 振 | 併 殺 打 | 打 率 | 出 塁 率 | 長 打 率 | O P S |
| --------- | --------- | ----- | ----- | ----- | ----- | ----- | -------- | -------- | -------- | ----- | ----- | ----- | -------- | ----- | ----- | ----- | ----- | ----- | ----- | -------- | ----- | -------- | -------- | ----- |
| 1980      | PIT       | 25    | 78    | 74    | 11    | 17    | 2        | 2        | 0        | 23    | 3     | 2     | 0        | 1     | 0     | 3     | 0     | 0     | 7     | 2        | .230  | .260     | .311     | .571  |
| 1981      | PIT       | 30    | 71    | 67    | 1     | 9     | 0        | 1        | 0        | 11    | 3     | 1     | 1        | 1     | 1     | 2     | 0     | 0     | 15    | 2        | .134  | .157     | .164     | .321  |
| 1982      | CHW       | 114   | 398   | 359   | 40    | 101   | 20       | 1        | 5        | 138   | 54    | 4     | 2        | 7     | 5     | 26    | 1     | 1     | 46    | 10       | .281  | .327     | .384     | .712  |
| 1983      | CHW       | 145   | 471   | 408   | 55    | 99    | 21       | 5        | 4        | 142   | 42    | 3     | 1        | 6     | 5     | 51    | 1     | 1     | 56    | 7        | .243  | .325     | .348     | .673  |
| 1984      | CHW       | 151   | 533   | 481   | 60    | 121   | 18       | 2        | 17       | 194   | 59    | 4     | 1        | 6     | 4     | 41    | 2     | 1     | 75    | 13       | .252  | .309     | .403     | .713  |
| 1985      | MON       | 147   | 621   | 519   | 75    | 138   | 30       | 6        | 10       | 210   | 52    | 6     | 5        | 8     | 6     | 86    | 0     | 2     | 96    | 11       | .266  | .369     | .405     | .773  |
| 1986      | MON       | 112   | 402   | 360   | 37    | 81    | 17       | 2        | 5        | 117   | 44    | 3     | 5        | 2     | 2     | 37    | 1     | 1     | 66    | 9        | .225  | .298     | .325     | .623  |
| 1987      | MON       | 133   | 492   | 436   | 52    | 119   | 27       | 1        | 12       | 184   | 56    | 8     | 5        | 2     | 3     | 51    | 5     | 0     | 62    | 8        | .273  | .347     | .422     | .769  |
| 1988      | CHC       | 151   | 621   | 556   | 73    | 163   | 29       | 2        | 11       | 229   | 78    | 1     | 4        | 4     | 3     | 55    | 4     | 3     | 79    | 15       | .293  | .358     | .412     | .770  |
| 1989      | CHC       | 130   | 454   | 408   | 38    | 96    | 22       | 3        | 7        | 145   | 42    | 2     | 2        | 1     | 7     | 38    | 0     | 0     | 73    | 11       | .235  | .296     | .355     | .651  |
| 1990      | 中日      | 122   | 507   | 457   | 69    | 143   | 24       | 1        | 29       | 256   | 78    | 2     | 4        | 3     | 3     | 42    | 3     | 2     | 83    | 14       | .313  | .371     | .560     | .931  |
| 1991      | OAK       | 74    | 157   | 134   | 11    | 28    | 7        | 1        | 0        | 37    | 9     | 0     | 0        | 5     | 0     | 18    | 0     | 0     | 27    | 4        | .209  | .303     | .276     | .579  |
| MLB：11年 | MLB：11年 | 1212  | 4298  | 3802  | 453   | 972   | 193      | 26       | 71       | 1430  | 442   | 34    | 26       | 43    | 36    | 408   | 14    | 9     | 602   | 92       | .256  | .326     | .376     | .703  |
| NPB：1年  | NPB：1年  | 122   | 507   | 457   | 69    | 143   | 24       | 1        | 29       | 256   | 78    | 2     | 4        | 3     | 3     | 42    | 3     | 2     | 83    | 14       | .313  | .371     | .560     | .931  |

・各年度の太字はリーグ最高

### 年度別投手成績
| 年 度     | 球 団     | 登 板 | 先 発 | 完 投 | 完 封 | 無 四 球 | 勝 利 | 敗 戦 | セ 丨 ブ | ホ 丨 ル ド | 勝 率 | 打 者 | 投 球 回 | 被 安 打 | 被 本 塁 打 | 与 四 球 | 敬 遠 | 与 死 球 | 奪 三 振 | 暴 投 | ボ 丨 ク | 失 点 | 自 責 点 | 防 御 率 | W H I P |
| --------- | --------- | ----- | ----- | ----- | ----- | -------- | ----- | ----- | -------- | ----------- | ----- | ----- | -------- | -------- | ----------- | -------- | ----- | -------- | -------- | ----- | -------- | ----- | -------- | -------- | ------- |
| 1986      | MON       | 3     | 0     | 0     | 0     | 0        | 0     | 0     | 0        | --          | ----  | 16    | 4.0      | 3        | 0           | 2        | 0     | 0        | 0        | 1     | 0        | 2     | 1        | 2.25     | 1.25    |
| 1987      | MON       | 3     | 0     | 0     | 0     | 0        | 0     | 0     | 0        | --          | ----  | 15    | 3.1      | 5        | 0           | 0        | 0     | 0        | 2        | 1     | 0        | 2     | 2        | 5.40     | 1.50    |
| 1991      | OAK       | 1     | 0     | 0     | 0     | 0        | 0     | 0     | 0        | --          | ----  | 4     | 0.2      | 1        | 0           | 1        | 0     | 0        | 0        | 0     | 0        | 0     | 0        | 0.00     | 3.00    |
| 通算：3年 | 通算：3年 | 7     | 0     | 0     | 0     | 0        | 0     | 0     | 0        | --          | ----  | 35    | 8.0      | 9        | 0           | 3        | 0     | 0        | 2        | 2     | 0        | 4     | 3        | 3.38     | 1.50    |

### 表彰
NPB
- ベストナイン：1回 （三塁手部門：1990年）

### 記録
MLB
- MLBオールスターゲーム選出：1回 （1988年）

NPB
- 初出場：1990年4月7日、対横浜大洋ホエールズ1回戦（ナゴヤ球場）、6番・二塁手として先発出場
- 初安打・初打点：同上、中山裕章から適時二塁打
- 初本塁打：1990年4月8日、対横浜大洋ホエールズ2回戦（ナゴヤ球場）、盛田幸妃からソロ

### 背番号
- 49 （1980年）
- 2 （1981年、1985年 - 1991年）
- 5 （1982年 - 1984年）

### 登録名
- バンスロー （1990年）[9]